# 해성중학교 (남해군)
해성중학교(海城中學校)는 대한민국 경상남도 남해군 남면 평산리에 있는 사립 중학교이다.

## 학교 연혁
- 1948년 9월 1일 : 남면 선구리에서 해성학원 발족
- 1951년 7월 7일 : 제1회 졸업(27명)
- 1951년 11월 29일 : 학교법인 해성학원 설립 인가
- 1953년 4월 2일 : 해성중학교 개교
- 1964년 4월 25일 : 학교법인 해성학원으로 정관 변경
- 1965년 8월 1일 : 남면 평산리 1455번지에서 남면 평산리 271번지 현 위치로 이건
- 2006년 3월 28일 : 이중명 이사장 취임
- 2019년 3월 1일 : 자율학교 지정
- 2023년 1월 5일 : 제73회 졸업(졸업생 누계 9,724명)
- 2023년 3월 1일 : 행복학교 지정(3기)
- 2023년 3월 1일 : 제26대 이원기 교장 부임
- 2023년 3월 2일 : 입학(신입생 16명)

## 참고 자료
- 해성중학교 - 한국교육학술정보원 학교알리미